# Barbing
Barbing ist eine Gemeinde im Oberpfälzer Landkreis Regensburg in Bayern. Sie liegt östlich der Stadt Regensburg nahe der Donau.

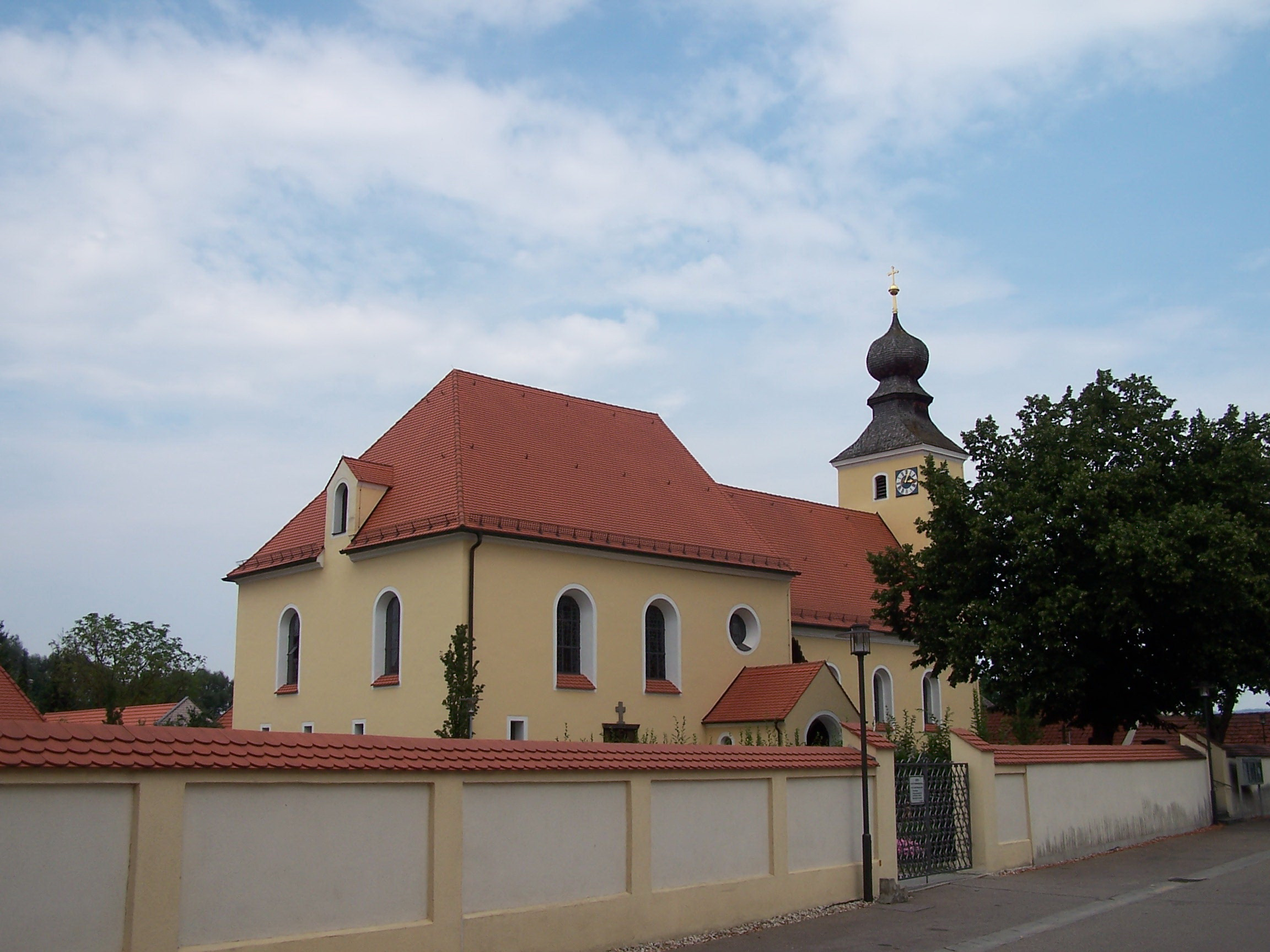
Pfarrkirche St. Martin in Barbing

## Geografie

### Geografische Lage
Die Gemeinde liegt südlich einer Donauschleife zwischen dem östlichen Stadtrand von Regensburg und etwa 15 Kilometer westlich der Stadt Wörth an der Donau. Auf der anderen Donauseite befindet sich Donaustauf. Südlich von Barbing befindet sich die erst 1951 aus der Gemeinde Barbing ausgegliederte Industriestadt Neutraubling.

### Gemeindegliederung
Es gibt elf Gemeindeteile (in Klammern ist der Siedlungstyp angegeben):
- Altach (Dorf)
- Auburg (Kirchdorf)
- Auhof (Einöde)
- Barbing (Pfarrdorf)
- Eltheim (Kirchdorf)
- Friesheim (Kirchdorf)
- Illkofen (Pfarrdorf)
- Mooshof (Einöde)
- Naßenhart (Einöde)
- Sarching (Pfarrdorf)
- Unterheising (Dorf)

Es gibt die Gemarkungen Auburg, Barbing, Eltheim, Friesheim, Illkofen und Sarching.
Altach
Eine Urkunde aus dem 8. Jahrhundert sagt aus, dass mit Zustimmung des Herzogs Tassilo von Bayern dem Kloster Sankt Emmeram in Regensburg Grundflächen auf der von Donauarmen umflossenen Insel "Opinesaldaha" = Altach überlassen wurden. Auburg und Altach sind auch heute noch landwirtschaftlich geprägt.
Auburg

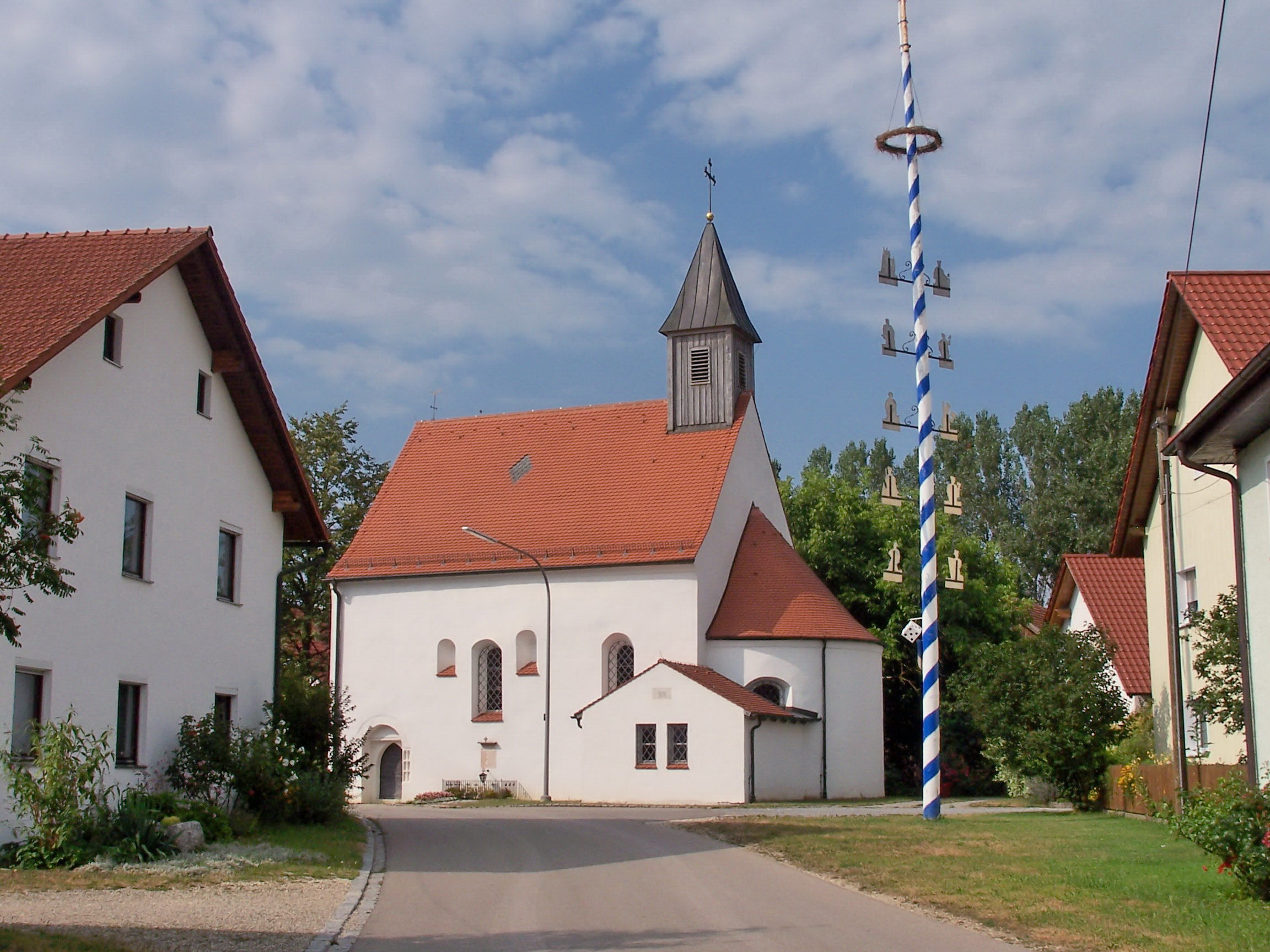
Kirche St. Stephan Auburg

Die Hofmark Auburg, eine Weiherhausanlage mit Wassergraben und zwei fast rechteckigen Beringen aus dem Anfang des 13. Jahrhunderts, wurde 1634 durch einen Brand zerstört und gehörte in der Folgezeit dem Regensburger Bischof Pankratius. Die 1818 mit dem bayerischen Gemeindeedikt begründete Landgemeinde Auburg wurde am 1. April 1949 in die Gemeinde Illkofen eingegliedert. Diese kam am 1. Januar 1978 zur Gemeinde Barbing.
Siehe auch: Burgstall Auburg, Ober-, Mitterheising, Gärtnersiedlung sowie für die ehemaligen Gemeindeteile Irl, Irlmauth und Kreuzhof Ostenviertel
Eltheim

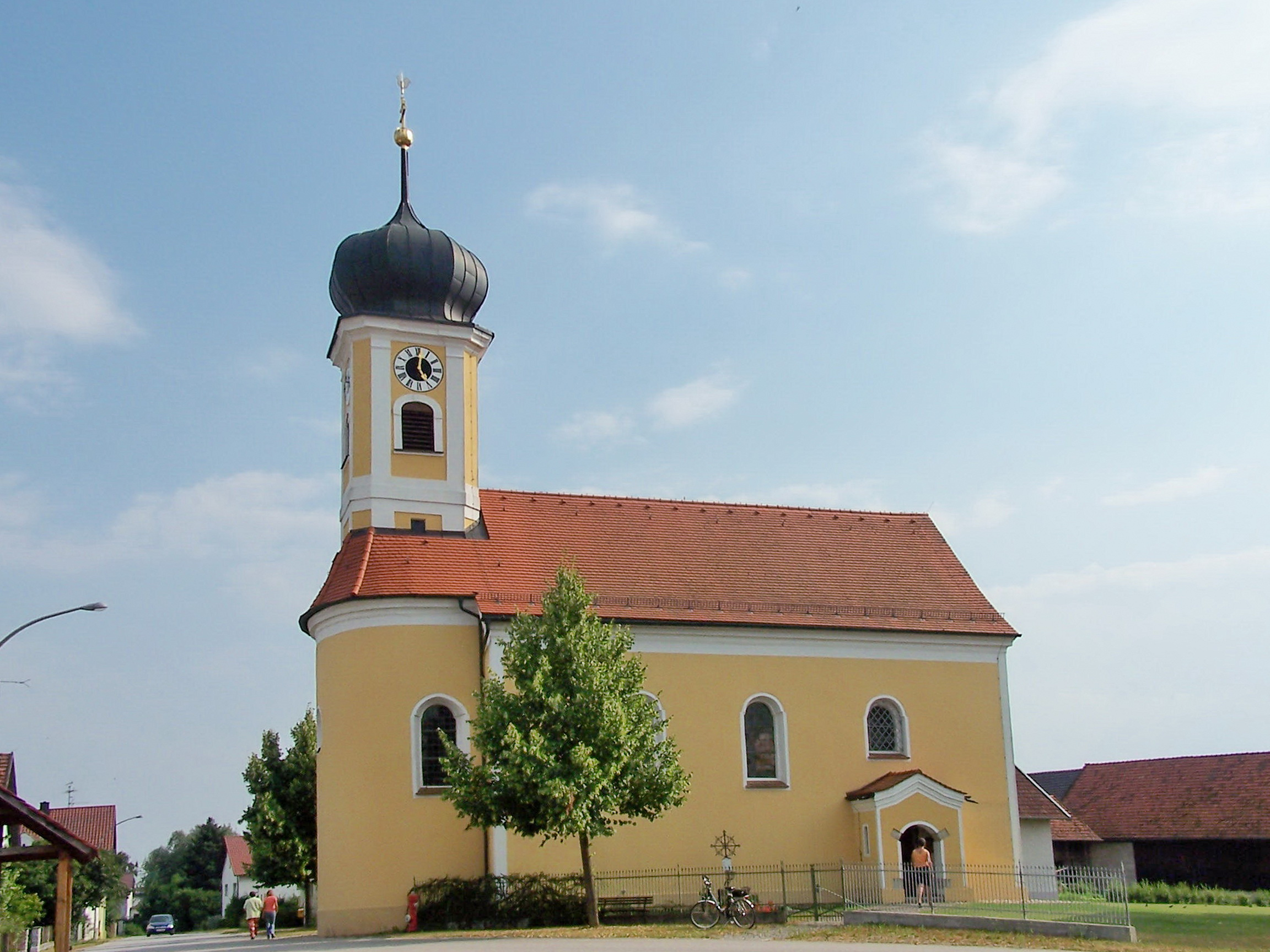
Kirche St. Laurentius Eltheim

1145 wird die Kirche von Otelthaima erwähnt. Eltheim wurde im Dreißigjährigen Krieg zerstört und 1634 von der Pest heimgesucht. Die heutige barocke Kirche St. Laurentius wurde 1724 erbaut. Die 1818 begründete Landgemeinde Eltheim wurde am 1. Januar 1978 in die Gemeinde Barbing eingegliedert.
Friesheim

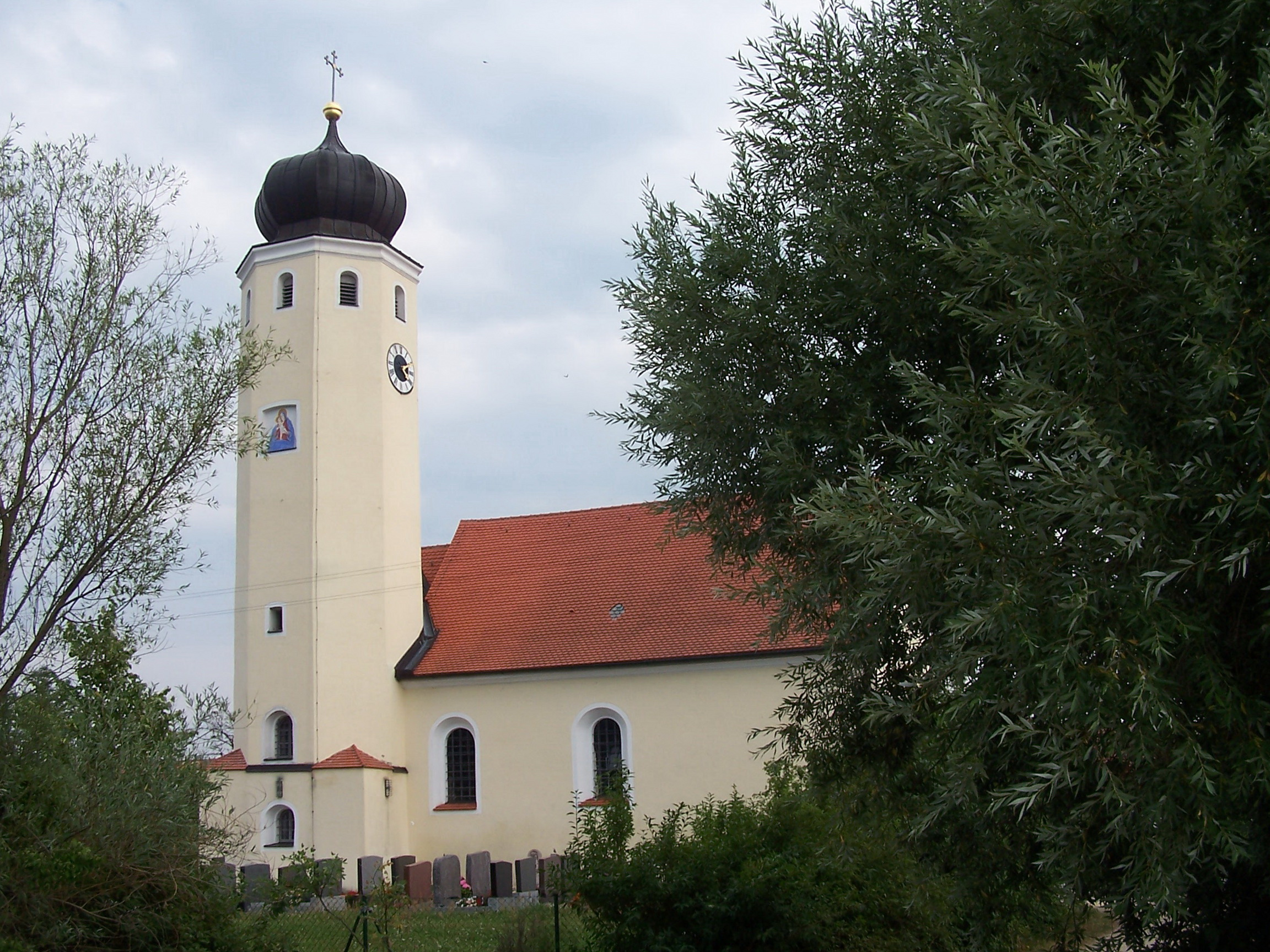
Kirche St. Maria Friesheim

Schriftlich erstmals erwähnt wurde Friesheim in einer Urkunde des Jahres 901, als Bischof Tato den Ort und die nähere Umgebung erworben hatte. Die folgenden Fürstbischöfe waren Landes- und Grundherren, die mit Gerichtsbarkeit über den Donaugau bis zur Säkularisation herrschten. Friesheim ist eines der ältesten Fischerdörfer der Oberpfalz. Die Friesheimer Donaufischer sind aber zwischenzeitlich zu Hobbyfischern geworden. Der Ausbau der Donau hat den Ort zur Donau hin deutlich verändert. Es ist förmlich eine Uferpromenade entstanden. Die 1818 begründete Landgemeinde Friesheim wurde am 1. Januar 1978 in die Gemeinde Barbing eingegliedert.
Illkofen

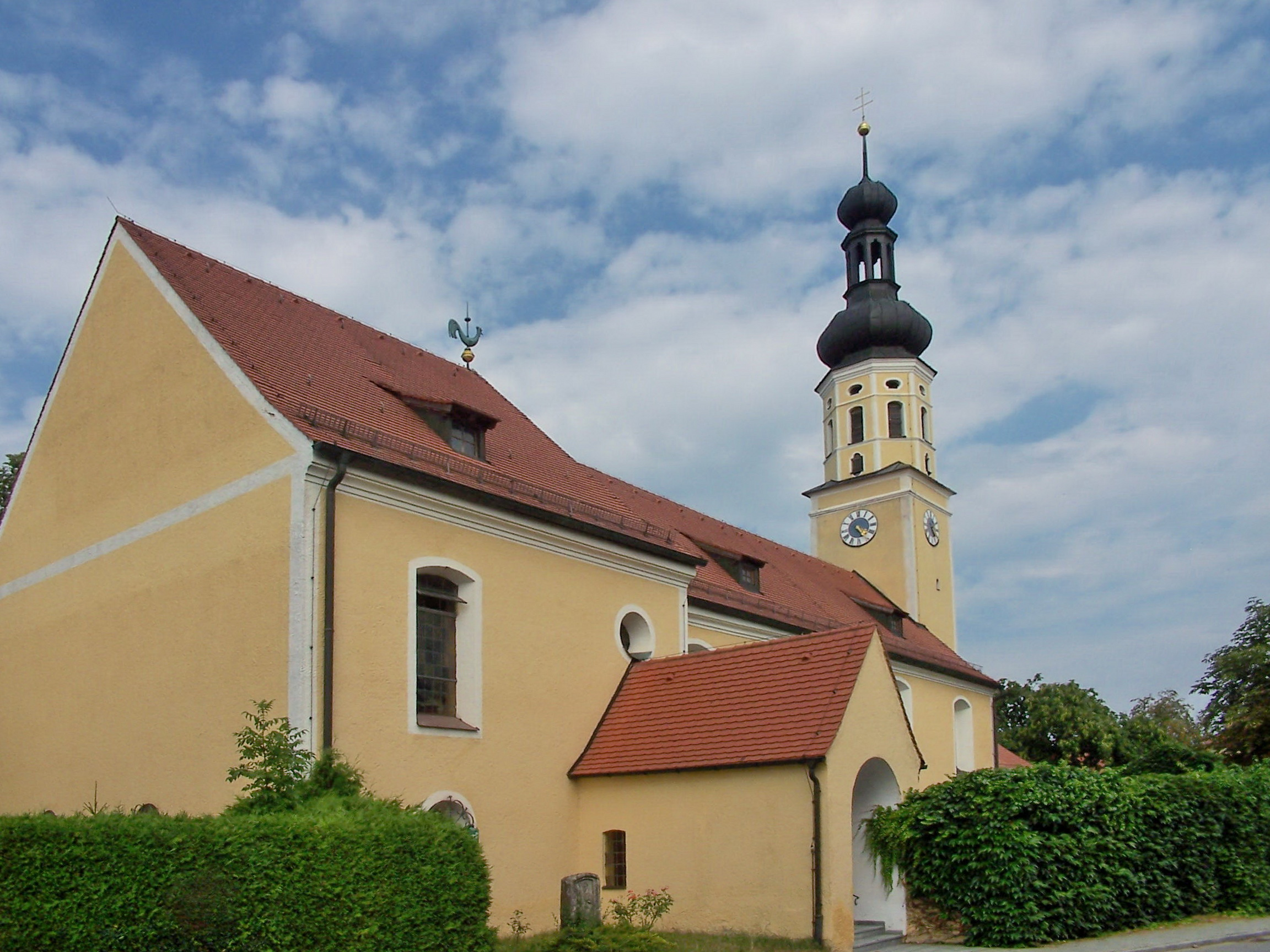
Kirche St. Martin Illkofen

Das Dorf wird geprägt durch die Kirche St. Martin mit ihrem auffallend geformten Turm. Die Pfarrei ist eine Urpfarrei und kann auf 1200 Jahre Geschichte zurückblicken. Die 1818 begründete Landgemeinde Illkofen wurde am 1. Januar 1978 in die Gemeinde Barbing eingegliedert.
Sarching

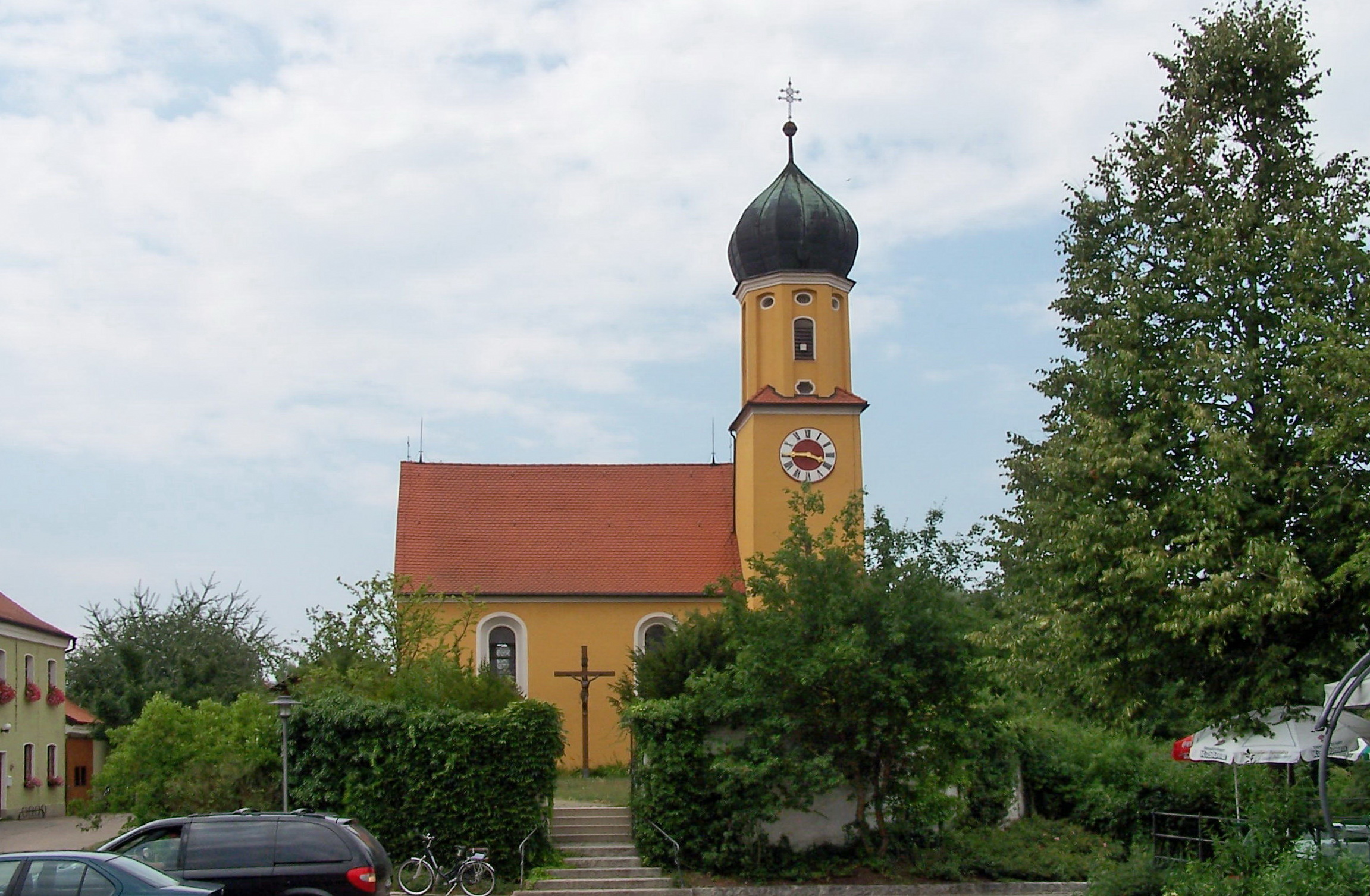
Kirche St. Mariä-Himmelfahrt Sarching

Auf dem ehemaligen Fronhof Sarching ist für die Zeit zwischen 520 und 780 der Bau einer Kapelle, die der Jungfrau Maria geweiht war, durch die bayerischen Herzöge aus dem Geschlecht der Agilolfinger belegt. Der Name Sarching soll auf einen Gründer Saricho oder Saro zurückgehen. Die seit 1818 selbständige Gemeinde Sarching wurde am 1. Januar 1978 mit den Gemeinden Eltheim, Friesheim und Illkofen in die Gemeinde Barbing eingegliedert.
Unterheising
In Unterheising wohnten am 1. Januar 2019 nach Angaben der Gemeinde 115 Einwohner.

## Geschichte

### Bis zur Gemeindegründung
Das Gemeindegebiet wurde schon in frühgeschichtlicher (Fund eines Hockergrabes der Glockenbecherkultur) und römischer Zeit besiedelt. Die Endung -ing im Namen deutet auf die Zeit der sukzessiven bajuwarischen Landnahme vom 6. bis zum 9. Jahrhundert. Zum ersten Mal wird Barbing in einem Güterverzeichnis des Niederaltaicher Abtes Urolf genannt (dem Breviarius Urolfi), das spätestens um 790 (wohl im Auftrag Karls des Großen) erstellt wurde.  In der Nähe von Barbing bei Kreuzhof soll am 8. September 1156 von Kaiser Friedrich Barbarossa im Rahmen eines Hoftages der Streit zwischen dem Welfen Heinrich dem Löwen und dem Babenberger Heinrich Jasomirgott um das Herzogtum Bayern geschlichtet worden sein. Friedrich Barbarossa sammelte in der Nähe 1189 bei Kreuzhof auch sein Heer für einen Kreuzzug.   
Das Adelsgeschlecht der Barbinger ist ab 1130 belegt. Mitte des 12. Jahrhunderts wird eine Niederungsburg in Barbing erstmals erwähnt. Nach dem Aussterben der Barbinger erwarb das Hochstift Regensburg 1463 die Veste in Barbing. Das daraufhin gebildete Pflegamt Barbing des Hochstifts Regensburg umfasste zunächst neben dem vom kurbayerischen Landgericht Haidau umschlossenen Barbing selbst die Hofmarken Burgweinting, Dechbetten und Schwabelweis. Ab den 1750er Jahren wurden vom Barbinger Pfleger auch die ebenfalls außerhalb des hochstiftischen Territoriums im Landgericht Haidau gelegenen Hofmarken Auburg, Illkofen und Geisling sowie die im oberpfälzischen Amt Wetterfeld befindliche Herrschaft Siegenstein verwaltet. 

### 19. bis 21. Jahrhundert
Mit der Säkularisation 1803 kam Barbing erst zum Fürstentum Regensburg des Fürstprimas Dalberg und 1810 dann zum Königreich Bayern. In der Folge wurde Barbing ab dem 20. Januar 1811 für einige Monate Sitz eines Landgerichts älterer Ordnung. Am 13. Juli 1811 wurde aber das Landgericht wieder mit dem Landgericht Stadtamhof vereinigt. Barbing wurde aber für 15 Jahre nun Sitz eines königlich-bayerischen Rentamts. 1826 wurde der Sitz des Rentamts Stadtamhof (!) von Barbing nach Regensburg verlegt. 
König Ludwig I. überließ das Schloss Barbing dem Regensburger Bischof Johann Michael Sailer, der es bis 1832 als Sommersitz nutzte. Später gehörte das Schloss Barbing den Fürsten von Thurn und Taxis. Ludwig I. ließ auch die schnurgerade Walhallastraße zwischen Obertraubling und Barbing anlegen, die in Blickrichtung auf die Walhalla verläuft.
1936 bis 1938 wurde in der Nähe Barbings der Militärflugplatz Obertraubling errichtet, der ab 1940 auch Produktionsstätte der Messerschmitt-Werke war. Barbing wurde dadurch auch zum Ziel alliierter Bomberverbände. In den Ruinen der Flugplatzgebäude siedelten sich nach Ende des Zweiten Weltkriegs Vertriebene aus den ehemaligen deutschen Ostgebieten und ganz Osteuropa an. 
Die politische Gemeinde Neutraubling entstand erst am 1. April 1951 aus Gebietsteilen der Gemeinde Barbing auf dem bei Luftangriffen 1944/45 zerstörten Militärflugplatz, der von den Amerikanern als Airfield R.97 bezeichnet worden war. Ende der 1960er Jahre bekam die Gemeinde einen Autobahnanschluss. In den 1990er Jahren wurde zur Beruhigung der Ortsdurchfahrt eine Umgehungsstraße für die Bundesstraße 8 (mittlerweile herabgestuft zur Staatsstraße 2660) gebaut, die bis dahin den Ort zweiteilte. In den letzten Jahren wurden in Unterheising und an der ehemaligen Bundesstraße 8 Gewerbegebiete geschaffen.

### Eingemeindungen und Ausgliederungen
Am 1. April 1951 wurde die Industriesiedlung Obertraubling als neue Gemeinde Neutraubling aus dem Gemeindegebiet herausgelöst, heute ist Neutraubling die größte Stadt im Landkreis Regensburg. Die Gemeinde Barbing in der heutigen Form entstand erst im Jahre 1978 anlässlich der Gemeinde-Gebietsreform in Bayern. Am 1. Januar 1978 kamen die früheren Gemeindeteile Kreuzhof, Irlmauth und Irl zur Stadt Regensburg sowie am 1. Mai 1978 die Gärtnersiedlung und das Gut Oberheising zur Industriegemeinde Neutraubling. Zeitgleich wurden die bis dahin selbständigen Gemeinden Eltheim, Friesheim, Illkofen (mit dem am 1. April 1949 eingegliederten Ort Auburg) und Sarching eingegliedert.

### Einwohnerentwicklung
Zwischen 1988 und 2018 wuchs die Gemeinde von 3454 auf 5395 um 1941 Einwohner bzw. um 56,2 %.

## Religionen
Wie in der gesamten Oberpfalz ist auch in Barbing der größte Teil der Bevölkerung römisch-katholisch. Die Katholiken gehören der Pfarrgruppe Barbing / Sarching / Illkofen und somit dem Dekanat Donaustauf, das dem Bistum Regensburg zugeordnet ist, an.

## Politik

### Gemeinderat
Der Gemeinderat besteht aus 20 gewählten Mitgliedern und dem Ersten Bürgermeister.
Bei der Gemeinderatswahl am 15. März 2020 führte das rechts dargestellte Ergebnis zu folgender Sitzverteilung:
- CSU: 12
- FW: 7
- SPD: 1

Freie Wähler einschließlich Bürgerforum.
Bei Wahl 2020 lag die Wahlbeteiligung der 4278 Stimmberechtigten bei 67,53 Prozent.

### Bürgermeister
Erster Bürgermeister ist seit 2013 Johann Thiel (CSU). Dieser wurde seinerzeit mit 64,54 % der Stimmen gewählt und ist Nachfolger von Albert Höchstetter (CSU), der 2013 verstorben ist. Bei der Kommunalwahl vom 15. März 2020 wurde Thiel mit 67,34 % der Stimmen wiedergewählt.

### Wappen
| Wappen der Gemeinde Barbing | Blasonierung: „Gespalten von Rot und Silber; vorne ein silberner Schrägbalken, hinten ein oben gezinnter blauer Balken.“ |
| Wappen der Gemeinde Barbing | Wappenbegründung: Der silberne Schrägbalken steht für das Hochstift Regensburg, zu dem die Gemeinde lange gehörte und der gezinnte blaue Balken für das Adelsgeschlecht der Barbinger, das bis zum 15. Jh. hier seinen Sitz hatte. |

## Flutpolder Eltheim

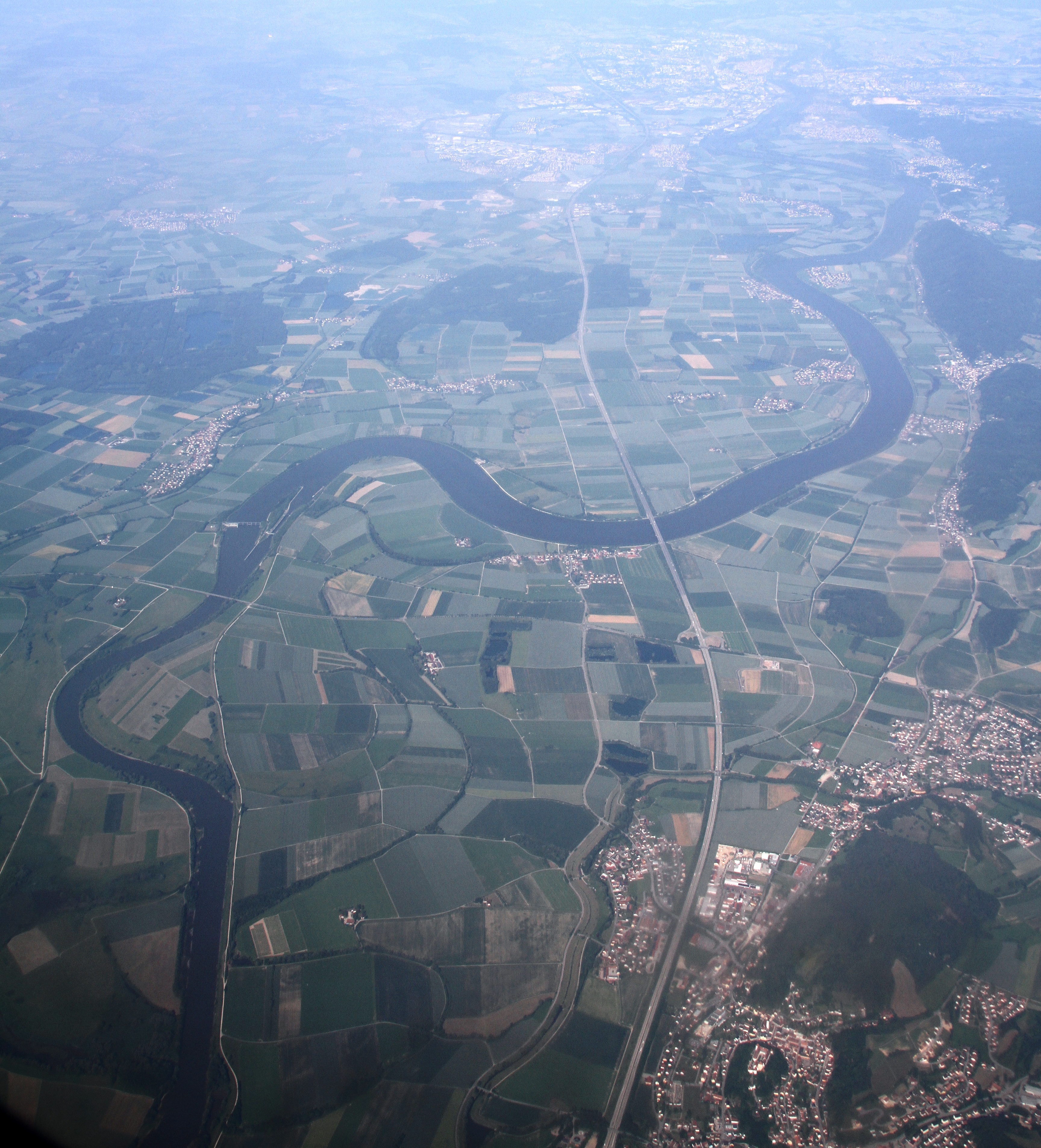
Flutpolder Eltheim: Obere Bildhälfte, links der Donau

Nach dem Ortsteil Eltheim ist der geplante Flutpolder „Eltheim“ benannt. Der Ort liegt am westlichen Rand des geplanten, etwa 590 Hektar großen gesteuerten Hochwasserpolders und wäre neben dem Pfatterer Ortsteil Geisling, der sich südöstlich befindet, hauptsächlich betroffen. Sein Rückhaltevermögen von etwa 16 Millionen Kubikmeter würde im Falle eines sehr großen Hochwasserereignisses genutzt und die Unterlieger, unter anderem Straubing und Deggendorf, entlasten. Die Gemeinde Barbing und alle an die Donau angrenzenden Gemeinden des Umlandes haben sich einstimmig und mit Nachdruck gegen die von der Bayerischen Staatsregierung geplante Schaffung gesteuerter Flutpolder zur Milderung von Hochwasserständen an der Donau ausgesprochen. Auch die Landrätin des Landkreises Regensburg Tanja Schweiger zeigt sich skeptisch. Die seit Jahren bekannte Grundwasserproblematik, hervorgerufen durch die Donau, und die Gefährdung der Trinkwasserversorgung von Wörth, die sich ebenfalls in unmittelbarer Nähe der geplanten Flutpolder befindet, spreche deutlich dagegen. Es ist eine starke Protestbewegung von Landwirten und Bürgern entstanden.
Am 11. April 2015 besuchte die CSU-Bezirksvorsitzende und Sozialministerin Emilia Müller den gegenüber der Donau gelegenen Ort Kiefenholz, um sich mit der Problematik Flutpolder vertraut zu machen.
Durch den nach der Landtagswahl vom 14. Oktober 2018 in Bayern zwischen den Freien Wählern und der CSU geschlossenen Koalitionsvertrag wird das Flutpolderkonzept im Landkreis Regensburg nicht weiter verfolgt. Dies war eine Kernforderung der Freien Wähler. Die frei werdenden finanziellen Mittel sollen in den dezentralen Hochwasserschutz entlang der Donau und aller Zuläufe investiert werden.

## Kultur und Sehenswürdigkeiten

### Bauwerke

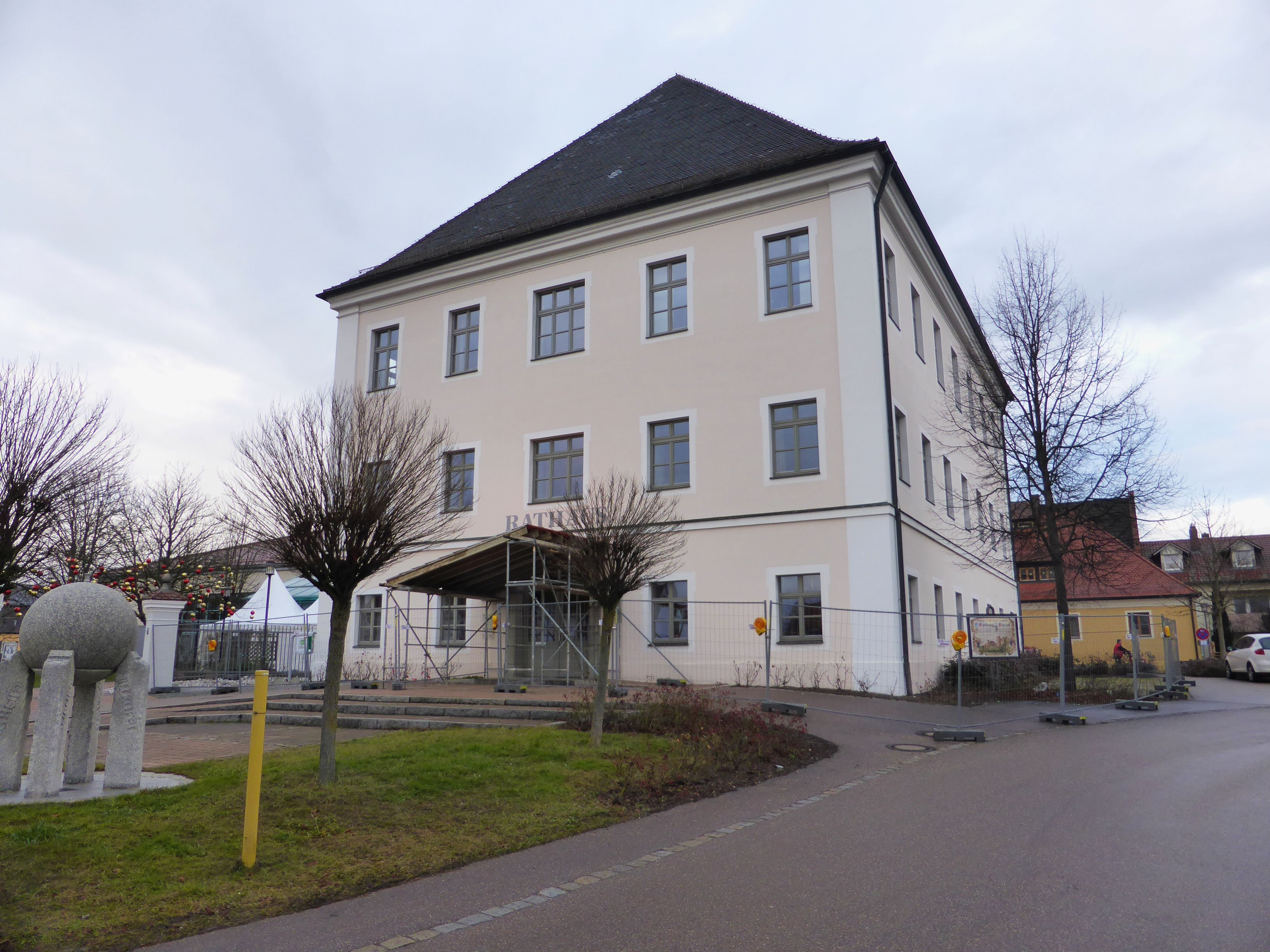
Ehemaliges Schloss, heute Barbinger Rathaus

- Schloss Barbing:

Das heutige Rathaus ist ein dreigeschossiger Mansarddachbau mit Walmdach. Ursprünglich war der Bau als Schloss 1648 errichtet. Dieses ging auf eine in der Mitte des 12. Jahrhunderts erstmals erwähnte Niederungsburg zurück, die im Dreißigjährigen Krieg zerstört wurde. Es wurde als Sommersitz durch den Regensburger Bischof Johann Michael Sailer genutzt und ist heute das Barbinger Rathaus.
- Katholische Pfarrkirche St. Martin in Barbing:

Chorturmkirche mit Vorzeichen, Turm gotisch, Langhaus 1733, Erweiterung 1935/36; Friedhofsmauer, Bruchstein, 17./18. Jahrhundert.
- Burgstall in Auburg

### Sport und Vereine
Barbing hat gut ausgebaute Sportstätten und ein reiches Vereinsleben. Theater, Musik sowie gesellschaftliche Veranstaltungen haben dort ihren festen Platz.
Seit 2022 ist der lokale Eisenbahnverein RSWE e. V. ebenfalls in Barbing ansässig.

### Freizeit
Viel besuchtes Naherholungsgebiet ist der ehemalige Baggersee und heutige Badesee Sarchinger Weiher.

### Natur
Am Altwasser der Donau bei Barbing befindet sich das Naturdenkmal "Rinsen". Es handelt sich um einen Naturraum mit überregionaler Bedeutung und hat einen hohen Stellenwert im Bereich Naturschutz und Freizeitgestaltung.

## Wirtschaft und Infrastruktur
In Barbing gibt es eine gute Nahversorgung und es sind zahlreiche Handels-, Handwerks- und Dienstleistungsbetriebe angesiedelt.
Seit der Gründung der Gewerbegebiete Unterheising und Sarchinger Feld, vor 20 Jahren, haben sich etwa 100 Unternehmen unmittelbar am Autobahnanschluss Rosenhof und an der Bundesstraße 8 angesiedelt, nahezu 1000 Arbeitsplätze sind dadurch entstanden.
Barbing profitiert durch seine Lage als Stadtrandgemeinde zu Regensburg.

### Verkehr
Die Verkehrsinfrastruktur der Gemeinde Barbing ist gut.
- Autobahnanschlussstelle „Rosenhof“ an die Bundesautobahn 3
- Staatsstraße 2660 (Ortsumgehung)
- Staatsstraße 2145 (Walhallastraße)
- Kreisstraße R 23

### Medien
In der Gemeinde erscheint die Donau-Post, eine Lokalausgabe des Straubinger Tagblatts und die Mittelbayerische Zeitung sowie das Regensburger Wochenblatt, eine Ausgabe der Wochenblatt Verlagsgruppe.
Im Gemeindegebiet können neben den überregionalen Programmen auch die Radiosender Radio Charivari, Radio Gong FM und der regionale Fernsehsender TVA empfangen werden.

### Öffentliche Einrichtungen
- Rathaussaal
- Barbinger Rathausrestaurant
- Kindergarten in Barbing und Sarching
- Kinderhort
- Kinderkrippe in Barbing und Sarching
- Jugendräume
- Kläranlage
- Wertstoffhof

### Bildung
- Johann-Michael-Sailer-Schule (Grundschule)
- Gemeindebücherei (8700 Medien Stand 2017)

### Feuerwehr
In der Gemeinde Barbing gibt es fünf Freiwillige Feuerwehren, diese bestehen in den Ortsteilen Barbing, Sarching, Illkofen, Friesheim und Auburg.
Einsatzfahrzeuge:
- Barbing: HLF 20, TSF-W, MTF
- Sarching: LF 10/6, MTF
- Illkofen: LF 8
- Friesheim: TSF, MTF
- Auburg: TSF

## Persönlichkeiten

### Söhne und Töchter der Gemeinde
- Johann Brückl (1812–1882), Landwirt, Bierbrauer und Mitglied des Deutschen Reichstags
- Jakob Frohschammer (1821–1893), katholischer Theologe und Philosoph